# Сезон ФК «Дніпро» (Дніпропетровськ) 2011—2012
Сезон ФК «Дніпро» (Дніпропетровськ) 2011—2012 — 21-ий сезон футбольного клубу «Дніпро» у футбольних змаганнях України.

## Огляд

### Підготовка до сезону
- 2.06.2011:Був підписаний перший новий гравець «Дніпра» Денис Кулаков, який перейшов із полтавської «Ворскли».[1].
- 13.06.2011:Команда вийшла з відпустки і почала тренування на домашній базі.
- 21.06.2011:Був підписаний новий гравець «Дніпра» Дерек Боатенг, який перейшов із іспанського «Хетафе»[2].
- 22.06.2011:«Дніпро» вирушив на десятиденний збір до австрійського міста Ірднінг.[3].
- 25.06.2011:«Дніпро» провів перший спаринг проти празької «Спарти». Матч закінчився у нічию 1:1.
- 28.06.2011:«Дніпро» провів другий спаринг проти австрійського «Капфенберга». Матч закінчився із перемогою дніпрян 3:0.
- 2.07.2011:«Дніпро» провів останній спаринг проти чеського «Яблонця». Матч закінчився у нічию 2:2.

| 25.06.2011 18:30 |

| «Дніпро»              | 1 — 1                       | «Спарта»               |
| --------------------- | --------------------------- | ---------------------- |
| Володимир Гоменюк 90' | Контрольний матч (Протокол) | 75' (пен.) Каміл Вацек |

| Ірднінг, Австрія |

| 28.06.2011 19:30 |

| «Дніпро»                                                           | 3 — 0                       | «Капфенберг» |
| ------------------------------------------------------------------ | --------------------------- | ------------ |
| Русол Андрій 14' Коноплянка Євген 36' Гладкий Олександр 83' (пен.) | Контрольний матч (Протокол) |              |

| Грьобмінг, Австрія |

| 2.07.2011 16:00 |

| «Дніпро»                         | 2 — 2                       | «Яблонець»                      |
| -------------------------------- | --------------------------- | ------------------------------- |
| Матеус 32' Гладкий Олександр 69' | Контрольний матч (Протокол) | 5' Давід Лафата 71' Петр Павлик |

| Саллаберг, Австрія |

- 3.07.2011:«Дніпро» повернувся додому і почав підготовку до чемпіонату.
- 4.07.2011:Вадим Тищенко був призначений спортивним директором «Дніпра».[4].
- 8.07.2011:Громадськості були представлені 3 новачки команди: українці Денис Кулаков та Олексій Антонов, а також ганець Дерек Боатенг. Також була представлена нова домашня форма гравців.[5].

### Літо-осінь 2011 року
- 11.07.2011:Був підписаний контракт з гравцем харківського «Металіста» Денисом Олійником.[6].
- 11.07.2011:У матчі 1-го туру «Дніпро» приїхав до Києва на зустріч із «Арсеналом». Двічі програючи по ходу поєдинку, команда все ж спромоглася вирвати результативну нічию - 3:3(дубль на рахунку Олексія Антонова).
- 13.07.2011:Був підписаний контракт з гравцем київського «Динамо» Романом Зозулею.[7].
- 15.07.2011:У матчі 2-го туру «Дніпро» зустрічався із «Кривбасом» у Кривому Розі. Рахунок 2:0 на користь гостей(другий дубль на рахунку Олексія Антонова).
- 24.07.2011:У першому домашньому матчі «Дніпро» приймав луцьку «Волинь». Рахунок 1:2 на користь гостей.

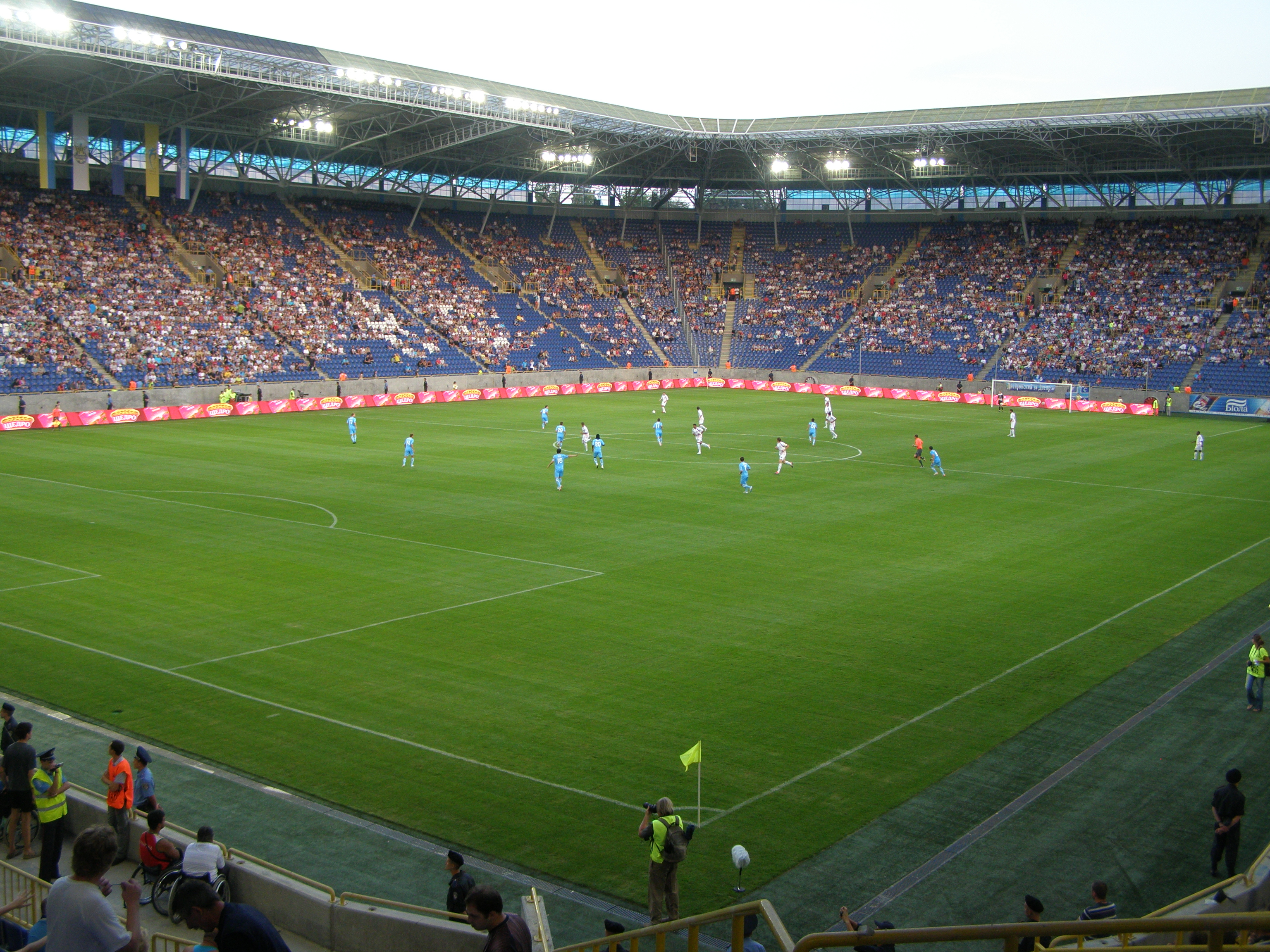
3 тур:«Дніпро» - «Волинь»

- 30.07.2011:У рамках 4-го туру до Дніпропетровська завітав маріупольський «Іллічівець». Гра проходила за повного домінування господарів. Фінальний свисток рефері зафіксував перемогу «Дніпра» 3:0(дубль на рахунку Євгена Чеберячка).
- 5.08.2011:У швейцарському Ньйоні відбулось жеребкування стикового раунду Ліги Європи. «Дніпро» знаходився серед несіяних команд. Суперником команди став англійський «Фулхем», який пробився до Ліги Європи завдяки очкам Fair Play. Перший матч відбудеться у Лондоні, а матч-відповідь у Дніпропетровську.[8].
- 6.08.2011:У матчі 5-го туру «Дніпро» завітав до Одеси на зустріч із «Чорноморцем». Матч закінчився у нічию 1:1.
- 11.08.2011:Був підписаний контракт з гравцем англійського «Блекберна» Николою Калиничем.[9].
- 13.08.2011:У рамках 6-го туру до «Дніпра» завітав «Шахтар». Матч закінчився на користь гостей 1:3.
- 18.08.2011:У першому матчі стикового раунду Ліги Європи «Дніпро» поступився «Фулхему» у Лондоні з рахунком 0:3.
- 21.08.2011:У матчі 7-го туру «Дніпро» розійшовся миром у Полтаві із «Ворсклою».
- 24.08.2011:Капітан команди Андрій Русол завершив кар'єру футболіста у зв'язку із травмою спини.[10].
- 25.08.2011:У другому матчі стикового раунду Ліги Європи «Дніпро» обіграв «Фулхем» із рахунком 1:0. Однак за загальним рахунком поступився 1:3.
- 28.08.2011:У матчі 8-го туру «Дніпро» був розгромлений «Динамо» на «Дніпро-Арені» із рахунком 0:4.
- 8.09.2011:Проведено жеребкування 1/16 фіналу Кубка України. «Дніпро» проведе матч на виїзді із командою Першої ліги армянським «Титаном».
- 11.09.2011:У матчі 9-го туру «Дніпро» поступився «Зорі» у Луганську із рахунком 0:2
- 17.09.2011:У матчі 10-го туру «Дніпро» перервав безвиграшну серію, перемігши вдома сімферопольську «Таврію» із рахунком 2:1
- 21.09.2011:У матчі 1/16 фіналу Кубка України «Дніпро» переграв армянський «Титан» 1:0.
- 24.09.2011:У матчі 11-го туру «Дніпро» програв «Металісту» на виїзді із рахунком 0:1
- 30.09.2011:У матчі 12-го туру до Дніпропетровська завітала «Олександрія». Матч закінчився із рахунком 5:1(дублі на рахунку Євгена Коноплянки та Николи Калинича).
- 13.10.2011:Проведено жеребкування 1/8 фіналу Кубка України. «Дніпро» проведе матч на виїзді у Луцьку із «Волинню».
- 15.10.2011:Виповнилося 40 років з моменту виходу команди до еліти футболу СРСР.[11].
- 16.10.2011:У матчі 13-го туру «Дніпро» гостював у київської«Оболоні». Матч закінчився із рахунком 1:4(хет-трик на рахунку Дениса Олійника). Ця перемога перервала 4-матчеву безвиграшну серію на виїзді, а також дозволила команді піднятися у верхню частину турнірної таблиці, вперше після 5-го туру.
- 22.10.2011:У матчі 14-го туру «Дніпро» приймав донецький «Металург». Матч закінчився із рахунком 1:0. Ця перемога дозволила команді піднятися у зону єврокубків.
- 26.10.2011:У матчі 1/8 фіналу Кубка України «Дніпро» завітав у Луцьк на матч із місцевою «Волинню». Основний час закінчився із рахунком 2:2, то ж довелося грати ще екстра-тайми, у яких спритнішою виявилася «Волинь».
- 30.10.2011:В останньому матчі першої половини Чемпіонату «Дніпро» гостював у львівських«Карпат». Матч закінчився із рахунком 0:2.
- 5.11.2011:У стартовому матчі другого кола «Дніпро» приймав київський «Арсенал». У напруженому двобої за четверте місце перемогу здобули господарі 1:0
- 19.11.2011:У матчі 17-го туру «Дніпро» приймав «Кривбас». Рахунок 2:0 на користь гостей. Це була перша перемога «Кривбаса» у Дніпропетровську.
- 26.11.2011:У матчі 18-го туру «Дніпро» приїхав до Луцька на зустріч із «Волинню». Рахунок 1:2 на користь гостей(дубль на рахунку Николи Калинича).
- 1.12.2011:Вадим Тищенко отримав почесне звання «Заслужений працівник фізичної культури і спорту України» на честь 20-річчя створення Федерації футболу України.[12].
- 4.12.2011:В останньому виїзному матчі року «Дніпро» завітав до Маріуполя на зустріч із «Іллічівцем». Програючи після першого тайму 0:2, гості змогли зрівняти рахунок, однак через серію суддівських помилок програли 3:2.
- 10.12.2011:В останньому матчі року «Дніпро» приймав «Чорноморець». Матч закінчився перемогою господарів 1:0.

### Зимові збори 2012 року
- 16.01.2012:Гравці «Дніпра» вийшли з відпустки.[13].
- 17.01.2012:Був підписаний контракт із чеським захисником бельгійського «Андерлехта» Ондржеєм Мазухом.[14].
- 18.01.2012:Літак з делегацією «Дніпра» вирушив на перший зимовий збір до Естепони.[15].

| 22.01.2012 12.00 |

| «Дніпро»                                                          | 4 — 1      | «Стремсґодсет»     |
| ----------------------------------------------------------------- | ---------- | ------------------ |
| Євген Коноплянка 51' Руслан Ротань 70' (пен.) Матеус 90+1', 90+2' | (Протокол) | 73' Адама Діоманде |

| Марбелья, Іспанія |

| 31.01.2012 12.00 |

| «Дніпро» | 8 — 2      | «Зестафоні»                                      |
| --- | ---------- | ------------------------------------------------ |
| Роман Зозуля 10' Денис Олійник 20' Євген Коноплянка 23', 34' Никола Калинич 37' Матеус 66' Євген Бохашвілі 89' Євген Шахов 90+1' | (Протокол) | 40' Раті Цинамдзгврішвілі 63'(а/г) Ондржей Мазух |

| Марбелья, Іспанія |

| 4.02.2012 12.00 |

| «Дніпро»                    | 2 — 1      | «Гуанчжоу Евергранд» |
| --------------------------- | ---------- | -------------------- |
| Матеус 12' Роман Зозуля 75' | (Протокол) | 42' (пен.) Є Вейчао  |

| Марбелья, Іспанія |

- 11.02.2012:«Дніпро» вирушив на другий зимовий збір до Кампоамора.[16].

| 13.02.2012 17.30 |

| «Дніпро»                                                                               | 9 — 0      | «Хорадада» |
| -------------------------------------------------------------------------------------- | ---------- | ---------- |
| Роман Зозуля 3', 13', 60' Матеус 43', 53' Никола Калинич 53', 87' Євген Коноплянка 73' | (Протокол) |            |

| Кампоамор, Іспанія |

| 16.02.2012 16.00 |

| «Дніпро»             | 1 — 4      | «Нордшелланд»                                       |
| -------------------- | ---------- | --------------------------------------------------- |
| Євген Коноплянка 74' | (Протокол) | 40' Б'єлланд 44' Лоренцен 73' Стокгольм 75' Лаудруп |

| Кампоамор, Іспанія |

| 19.02.2012 17.00 |

| «Дніпро»   | 1 — 1      | «Вікінг»   |
| ---------- | ---------- | ---------- |
| Матеус 35' | (Протокол) | 23' Беріша |

| Кампоамор, Іспанія |

| 22.02.2012 19.00 |

| «Дніпро» | 0 — 0      | Волеренга |
| -------- | ---------- | --------- |
|          | (Протокол) |           |

| Кампоамор, Іспанія |

### Весна 2012 року
- 4.03.2012:У першому весняному матчі «Дніпро» зіграв унічию у Донецьку з «Шахтарем».
- 10.03.2012:У домашньому матчі «Дніпра» проти полтавської «Ворскли» була зафіксована нічия.
- 12.03.2012:Андрій Русол призначений на посаду виконавчого директора [17].
- 18.03.2012:В історичному матчі на НСК «Олімпійський» «Дніпра» програв Динамо.
- 24.03.2012:На «Дніпро-Арені» «Дніпро» нарешті здобув першу перемогу навесні проти «Зорі».
- 31.03.2012:«Дніпро» виграв битву за четверте місце у Сімферополі у грі з «Таврією».
- 9.04.2012:У безпринципному матчі «Дніпро» зіграв унічию із «Металістом».
- 14.04.2012:Як і в матчі першого кола «Дніпро» з великим рахунком переграв «Олександрію».
- 21.04.2012:«Дніпро» не зміг втримати перемогу у матчі з «Оболонню», відігравшись по ходу поєдинка.
- 2.05.2012:«Дніпро», перегравши донецький «Металург», гарантував собі місце в єврокубках.
- 10.05.2012:«Дніпро» виграв у «Карпат» і завершив сезон на звичному четвертому місці.

## Склад

### Основний склад
| №               | Гравець             | Клуб (у якому грав до «Дніпра») | Дата народження   | Вік      | Ігор     | Голів    |          |
| Воротарі        | Воротарі            | Воротарі                        | Воротарі          | Воротарі | Воротарі | Воротарі | Воротарі |
| --------------- | ------------------- | ------------------------------- | ----------------- | -------- | -------- | -------- | -------- |
| 16              | Ян Лаштувка         | «Шахтар» (Донецьк)              | 7 липня 1982      | 42       | 36       | -28      |          |
| 32              | Антон Каніболоцький | «Кривбас» (Кривий Ріг)          | 16 травня 1988    | 36       | 12       | -8       |          |
| 91              | Ігор Варцаба        | —                               | 28 січня 1991     | 34       | 28       | -39      |          |
| Захисники       |                     |                                 |                   |          |          |          |          |
| 2               | Самуель Інкум       | «Базель»                        | 22 серпня 1989    | 35       | 10       | 0        |          |
| 3               | Ондржей Мазух       | «Андерлехт»                     | 15 березня 1989   | 36       | 0        | 0        |          |
| 5               | Віталій Мандзюк     | «Динамо» (Київ)                 | 24 січня 1986     | 39       | 30       | 1        |          |
| 14              | Євген Чеберячко     | ФК «Харків»                     | 19 червня 1983    | 41       | 53       | 1        |          |
| 17              | Іван Стрініч        | «Хайдук»                        | 17 липня 1987     | 37       | 6        | 2        |          |
| 19              | Віталій Денисов     | «Спартак» НН                    | 23 лютого 1987    | 38       | 108      | 1        |          |
| 24              | Павло Пашаєв        | «Кривбас»                       | 4 січня 1988      | 37       | 24       | 0        |          |
| Півзахисники    |                     |                                 |                   |          |          |          |          |
| 4               | Сергій Кравченко    | «Динамо» (Київ)                 | 24 квітня 1983    | 41       | 35       | 2        |          |
| 7               | Денис Кулаков       | «Ворскла»                       | 1 травня 1986     | 38       | 0        | 0        |          |
| 8               | Жуліано             | Інтернасьйонал                  | 31 травня 1990    | 34       | 10       | 0        |          |
| 10              | Євген Коноплянка    | —                               | 29 вересня 1989   | 35       | 60       | 10       |          |
| 11              | Денис Олійник       | «Металіст»                      | 16 червня 1987    | 37       | 0        | 0        |          |
| 20              | Дерек Боатенг       | «Хетафе»                        | 2 травня 1985     | 39       | 0        | 0        |          |
| 29              | Руслан Ротань       | «Динамо» К                      | 29 жовтня 1981    | 43       | 185      | 18       |          |
| 30              | Євген Шахов         | —                               | 30 листопада 1990 | 34       | 42       | 3        |          |
| 36              | Руслан Бабенко      | —                               | 8 липня 1992      | 32       | 4        | 0        |          |
| Нападники       |                     |                                 |                   |          |          |          |          |
| 9               | Никола Калинич      | «Блекберн Роверз»               | 5 січня 1988      | 37       | 0        | 0        |          |
| 18              | Роман Зозуля        | «Динамо»                        | 17 листопада 1989 | 35       | 0        | 0        |          |
| 99              | Матеус              | Спортінг (Брага)                | 15 січня 1983     | 42       | 3        | 0        |          |
| Головний тренер |                     |                                 |                   |          |          |          |          |
|                 | Хуанде Рамос        |                                 | 25 вересня 1954   | 70       |          |          |          |
|                 |                     |                                 |                   |          |          |          |          |

#### Національності
| Країни    | Бразилія | Гана | Узбекистан | Україна | Хорватія | Чехія |
| --------- | -------- | ---- | ---------- | ------- | -------- | ----- |
| Кількість | 2        | 2    | 1          | 13      | 2        | 2     |
| Відсоток  | 9%       | 9%   | 4.54%      | 59%     | 9%       | 9%    |

### Молодіжний склад
| №               | Гравець                 | Клуб (у якому грав до «Дніпра») | Дата народження | Вік      | Ігор     | Голів    |          |
| Воротарі        | Воротарі                | Воротарі                        | Воротарі        | Воротарі | Воротарі | Воротарі | Воротарі |
| --------------- | ----------------------- | ------------------------------- | --------------- | -------- | -------- | -------- | -------- |
| 1               | Олексій Баштаненко      | —                               | 16 березня 1994 | 31       | 2        | 0        |          |
| 92              | Віталій Каніболоцький   | —                               | 30 жовтня 1992  | 32       | 3        | 0        |          |
| 93              | Станіслав Чигрин        | —                               | 13 березня 1994 | 31       | 0        | 0        |          |
| Захисники       |                         |                                 |                 |          |          |          |          |
| 12              | Денис Андрієнко         | «Кривбас»                       | 12 квітня 1980  | 44       | 3        | 0        |          |
| 21              | Алсідіс                 | «Челсі»                         | 13 березня 1985 | 40       | 17       | 0        |          |
| 39              | Олександр Сваток        | -                               | 27 вересня 1994 | 30       | 0        | 0        |          |
| 40              | Сергій Бігус            | —                               | 30 березня 1994 | 30       | 9        | 0        |          |
| 50              | Олександр Гарбар        | «Динамо»                        | 9 лютого 1993   | 32       | 0        | 0        |          |
| 65              | Євген Неплях            | —                               | 11 травня 1992  | 32       | 52       | 2        |          |
| Півзахисники    |                         |                                 |                 |          |          |          |          |
| 13              | Бека Гоцирідзе          | «Кривбас»                       | 17 серпня 1988  | 36       | 0        | 0        |          |
| 35              | Олексій Разуваєв        | —                               | 14 січня 1993   | 32       | 30       | 2        |          |
| 37              | Золтан Сільваші         | —                               | 20 червня 1993  | 31       | 0        | 0        |          |
| 41              | Геннадій Пасіч          | —                               | 13 липня 1993   | 31       | 0        | 0        |          |
| 42              | Євген Пасіч             | —                               | 13 липня 1993   | 31       | 15       | 0        |          |
| 43              | Артем Філімонов         | —                               | 21 лютого 1994  | 31       | 1        | 0        |          |
| 47              | Сергій Горбунов         | —                               | 14 березня 1994 | 31       | 0        | 0        |          |
| 48              | Рафаель                 | «Вольфсбург»                    | 13 травня 1993  | 31       | 0        | 0        |          |
| 69              | Дмитро Крапивний        | —                               | 19 лютого 1994  | 31       | 0        | 0        |          |
| 88              | Максим Третьяков        | —                               | 6 березня 1996  | 29       | 0        | 0        |          |
| 90              | Олександр Мігунов       | —                               | 13 квітня 1994  | 30       | 10       | 0        |          |
| Нападники       |                         |                                 |                 |          |          |          |          |
| 46              | Байрам Будагов          | -                               | 8 січня 1994    | 31       | 0        | 0        |          |
| 49              | Каверін Віталій         | «Кривбас»                       | 4 вересня 1990  | 34       | 74       | 14       |          |
| 77              | Євген Бохашвілі         | —                               | 5 січня 1993    | 32       | 48       | 14       |          |
| 87              | Владислав Войцеховський | -                               | 19 квітня 1993  | 31       | 12       | 3        |          |
| Головний тренер |                         |                                 |                 |          |          |          |          |
|                 | Михайленко Дмитро       |                                 | 11 жовтня 1965  | 59       |          |          |          |
|                 |                         |                                 |                 |          |          |          |          |

### Зміни складу
Прийшли:
| №            | Гравець         | Клуб (у якому грав) | Дата народження   | Вік          | Ігор         | Голів        |              |
| Півзахисники | Півзахисники    | Півзахисники        | Півзахисники      | Півзахисники | Півзахисники | Півзахисники | Півзахисники |
| ------------ | --------------- | ------------------- | ----------------- | ------------ | ------------ | ------------ | ------------ |
| 7            | Кулаков Денис   | «Ворскла»           | 1 травня 1986     | 38           | 0            | 0            |              |
| 11           | Олійник Денис   | «Металіст»          | 16 червня 1987    | 37           | 0            | 0            |              |
| 20           | Дерек Боатенг   | «Хетафе»            | 2 травня 1985     | 39           | 0            | 0            |              |
| Нападники    |                 |                     |                   |              |              |              |              |
| 9            | Никола Калинич  | «Блекберн Роверз»   | 5 січня 1988      | 37           | 0            | 0            |              |
| 18           | Роман Зозуля    | «Динамо»            | 17 листопада 1989 | 35           | 0            | 0            |              |
| 69           | Антонов Олексій | «Іллічівець»        | 2 травня 1986     | 38           | 0            | 0            |              |
|              |                 |                     |                   |              |              |              |              |

Залишили:
| №            | Гравець            | Клуб (у який пішов) | Дата народження | Вік       | Ігор      | Голів     |           |
| Захисники    | Захисники          | Захисники           | Захисники       | Захисники | Захисники | Захисники | Захисники |
| ------------ | ------------------ | ------------------- | --------------- | --------- | --------- | --------- | --------- |
| 16           | Андрій Русол       | закінчення кар'єри  | 16 січня 1983   | 42        | 212       | 9         |           |
| 25           | Маріо Голек        | «Спарта»            | 28 жовтня 1986  | 38        | 60        | 1         |           |
| Півзахисники |                    |                     |                 |           |           |           |           |
| 28           | Назаренко Сергій   | «Таврія»            | 16 лютого 1980  | 45        | 258       | 49        |           |
| 26           | Калиниченко Максим | «Таврія»            | 26 січня 1979   | 46        | 112       | 21        |           |
| 18           | Осмар Ферейра      | «Індепендьєнте»     | 9 січня 1983    | 42        | 61        | 5         |           |
| Нападники    |                    |                     |                 |           |           |           |           |
| 11           | Селезньов Євген    | «Шахтар» (Донецьк)  | 20 липня 1985   | 39        | 44        | 25        |           |
| 9            | Володимир Гоменюк  | «Арсенал» (Київ)    | 19 липня 1985   | 39        | 51        | 13        |           |
|              |                    |                     |                 |           |           |           |           |

В оренді
| №            | Гравець             | Клуб (у оренді)  | Дата народження   | Вік      | Ігор     | Голів    |          |
| Воротарі     | Воротарі            | Воротарі         | Воротарі          | Воротарі | Воротарі | Воротарі | Воротарі |
| ------------ | ------------------- | ---------------- | ----------------- | -------- | -------- | -------- | -------- |
|              | Денис Шеліхов       | «Волинь»         | 23 червня 1989    | 35       | 0        | 0        |          |
| Захисники    |                     |                  |                   |          |          |          |          |
|              | Уча Лобжанідзе      | «Кривбас»        | 23 лютого 1987    | 38       | 23       | 0        |          |
|              | Лисицький Віталій   | «Кривбас»        | 16 квітня 1982    | 42       | 33       | 3        |          |
|              | Олександр Насонов   | «Волинь»         | 28 квітня 1992    | 32       | 60       | 3        |          |
| Півзахисники |                     |                  |                   |          |          |          |          |
|              | Олександр Кобахідзе | «Арсенал» (Київ) | 11 лютого 1987    | 38       | 1        | 0        |          |
|              | Бартулович Младен   | «Кривбас»        | 5 жовтня 1986     | 38       | 35       | 0        |          |
|              | Канкава Джаба       | «Кривбас»        | 18 березня 1986   | 39       | 34       | 3        |          |
|              | Федорчук Валерій    | «Кривбас»        | 5 жовтня 1982     | 42       | 9        | 0        |          |
|              | Дмитро Льопа        | «Кривбас»        | 23 листопада 1988 | 36       | 63       | 4        |          |
| Нападники    |                     |                  |                   |          |          |          |          |
|              | Сергій Самодін      | «Кривбас»        | 14 лютого 1985    | 40       | 58       | 13       |          |
|              | Олексій Антонов     | «Кривбас»        | 2 травня 1986     | 38       | 0        | 0        |          |
|              | Олександр Гладкий   | «Карпати»        | 24 серпня 1987    | 37       | 18       | 2        |          |
|              |                     |                  |                   |          |          |          |          |

## Прем'єр-ліга

### Матчі
| 11.07.2011 19.00 «2+2» +30 |

| «Арсенал»                                                      | 3 — 3 (2 — 0)  | «Дніпро» |
| -------------------------------------------------------------- | -------------- | --- |
| Іонуц Мазілу 17', 39' Олександр Грицай 22' Андрій Богданов 66' | 1 тур Протокол | 17' Ян Лаштувка 53' (пен.) Матеус 55', 90' Олексій Антонов 57' Євген Коноплянка 63'(а/г) Руслан Ротань 66' Денис Кулаков |

| «Динамо» Глядачів: 4200 Арбітр: Дмитро Жуков |

| 15.07.2011 19.00 «2+2» +31 |

| «Кривбас»                                                     | 0 — 2 (0 — 0)  | «Дніпро»                                                            |
| ------------------------------------------------------------- | -------------- | ------------------------------------------------------------------- |
| Уча Лобжанідзе 17' Валерій Федорчук 44' Младен Бартулович 71' | 2 тур Протокол | 50', 90+4' Олексій Антонов 42' Сергій Кравченко 90+3' Денис Олійник |

| «Металург» Глядачів: 6500 Арбітр: Андрій Шандор |

| 24.07.2011 19.30 «2+2» +23 |

| «Дніпро»                                         | 1 — 2 (0 — 0)  | «Волинь»                                                                  |
| ------------------------------------------------ | -------------- | ------------------------------------------------------------------------- |
| Руслан Ротань 54' Олексій Антонов 77' Матеус 89' | 3 тур Протокол | 33' Ян Масло 54' Віталій Неділько 80' Сергій Сімінін 84', 90+4' 90'Майкон |

| «Дніпро-Арена» Глядачів: 19793 Арбітр: Дмитро Кутаков |

| 30.07.2011 19.30 «2+2» +30 |

| «Дніпро»                                   | 3 — 0 (1 — 0)  | «Іллічівець»                           |
| ------------------------------------------ | -------------- | -------------------------------------- |
| Євген Чеберячко 45', 49' Денис Олійник 60' | 4 тур Протокол | 56'Сергій Яворський 69'Максим Ковальов |

| «Дніпро-Арена» Глядачів: 12159 Арбітр: Юрій Мосейчук |

| 6.08.2011 21.00 «Футбол» +28 |

| «Чорноморець»                                                                           | 1 — 1 (1 — 0)  | «Дніпро»                      |
| --------------------------------------------------------------------------------------- | -------------- | ----------------------------- |
| Руслан Соляник 10' Себастіан Сетті 27' Анатолій Діденко 71' Лучіан Бурдужан 90+2' 90+2' | 5 тур Протокол | 40' Руслан Ротань 43' Жуліано |

| «Спартак» Глядачів: 4610 Арбітр: Юрій Можаровський |

| 13.08.2011 20.00 «1+1» +29 |

| «Дніпро»                                                                            | 1 — 3 (0 — 2)  | «Шахтар»                                                                                              |
| ----------------------------------------------------------------------------------- | -------------- | --- |
| Руслан Ротань 68' Никола Калинич 69' 81' 83' Сергій Кравченко 78' Самуель Інкум 84' | 6 тур Протокол | 6' 30' Луїс Адріану 45+1' Жадсон 45' Дуглас Коста 53' Дарійо Срна 59' Фернандінью 76' Євген Селезньов |

| «Дніпро-Арена» Глядачів: 31003 Арбітр: Анатолій Абдула |

| 21.08.2011 17.00 «Футбол» +17 |

| «Ворскла»                                                      | 0 — 0 (0 — 0)  | «Дніпро»                             |
| -------------------------------------------------------------- | -------------- | ------------------------------------ |
| Володимир Чеснаков 35' Олександр Матвєєв 53' Арменд Даллку 63' | 7 тур Протокол | 11'Денис Кулаков 41'Сергій Кравченко |

| «Ворскла» ім. Бутовського Глядачів: 7850 Арбітр: Андрій Шандор |

| 28.08.2011 17.30 «1+1» +28 |

| «Дніпро»                               | 0 — 4 (0 — 3)  | «Динамо»                                                              |
| -------------------------------------- | -------------- | --------------------------------------------------------------------- |
| Дерек Боатенг 17' Сергій Кравченко 85' | 8 тур Протокол | 17' 25'Артем Мілевський 24' 53'Горан Попов 45+2', 70'Андрій Ярмоленко |

| «Дніпро-Арена» Глядачів: 20568 Арбітр: Юрій Вакс |

| 11.09.2011 +19 15.00 «Футбол» |

| «Зоря»                                          | 2 — 0 (1 — 0)  | «Дніпро»                                                                                    |
| ----------------------------------------------- | -------------- | ------------------------------------------------------------------------------------------- |
| Дмитро Хомченовський 45' 45+1' Максим Білий 84' | 9 тур Протокол | 17'Дерек Боатенг 25'Самуель Інкум 48'Євген Коноплянка 77'Євген Чеберячко 80'Віталій Мандзюк |

| «Сталь» Глядачів: 5000 Арбітр: Сергій Бойко |

| 17.09.2011 19.30 «2+2» +13 |

| «Дніпро» | 2 — 1 (0 — 1)   | «Таврія»                                     |
| --- | --------------- | -------------------------------------------- |
| Никола Калинич 16' Руслан Ротань 30' Денис Кулаков 52' Матеус 62' Дерек Боатенг 64' Євген Коноплянка 72' Віталій Денисов 77' | 10 тур Протокол | 31'Аделейе 60'Антон Шиндер 80'Дамір Кахріман |

| «Дніпро-Арена» Глядачів: 9884 Арбітр: Дмитро Кутаков |

| 24.09.2011 17.30 «1+1» +19 |

| «Металіст»                      | 1 — 0 (0 — 0)   | «Дніпро» |
| ------------------------------- | --------------- | --- |
| Марко Торсіл'єрі 17' Тайсон 87' | 11 тур Протокол | 13'Євген Коноплянка 25'Самуель Інкум 42'Дерек Боатенг 63' 67'Віталій Мандзюк 75'Сергій Кравченко 90+0' 90+0'Віталій Денисов |

| ОСК «Металіст» Глядачів: 38656 Арбітр: Олександр Дердо |

| 30.09.2011 19.00 «2+2» +10 |

| «Дніпро»                                                                                            | 5 — 1 (2 — 1)   | «Олександрія»                           |
| --------------------------------------------------------------------------------------------------- | --------------- | --------------------------------------- |
| Руслан Ротань 22' Євген Коноплянка 38', 57' Никола Калинич 44', 62' Сергій Кравченко 44' Матеус 65' | 12 тур Протокол | 25' Давид Таргамадзе 44' Олексій Довгий |

| «Дніпро-Арена» Глядачів: 8990 Арбітр: Андрій Шандор |

| 16.11.2011 18.30 «Футбол» +3 |

| «Оболонь»                              | 1 — 4 (0 — 2)   | «Дніпро»                                                                             |
| -------------------------------------- | --------------- | ------------------------------------------------------------------------------------ |
| Ігор Пластун 51' Григорій Баранець 83' | 13 тур Протокол | 13', 23', 86' Денис Олійник 32' Євген Чеберячко 63' Євген Коноплянка 64' Ян Лаштувка |

| «Оболонь-Арена» Глядачів: 4500 Арбітр: Олександр Іванов |

| 22.10.2011 19.30 «2+2» +7 |

| «Дніпро»                                                 | 1 — 0 (0 — 0)   | «Металург»                                               |
| -------------------------------------------------------- | --------------- | -------------------------------------------------------- |
| Матеус 45' 73' Руслан Ротань 90+4' Віталій Денисов 90+4' | 14 тур Протокол | 69' Джордже Лазіч 90+5' Василь Прийма 90+6' Маріу Сержіу |

| «Дніпро-Арена» Глядачів: 12881 Арбітр: Анатолій Жабченко |

| 29.10.2011 18.30 «Футбол» +10 |

| «Карпати»             | 0 — 2 (0 — 1)   | «Дніпро»                                                     |
| --------------------- | --------------- | ------------------------------------------------------------ |
| Артем Федецький 45+2' | 15 тур Протокол | 3' Никола Калинич 43' 62' Самуель Інкум 82' Сергій Кравченко |

| «Україна» Глядачів: 10600 Арбітр: Олег Деревінський |

| 5.11.2011 19.30 «2+2» +7 |

| «Дніпро»                                                                            | 1 — 0 (0 — 0)   | «Арсенал»                               |
| ----------------------------------------------------------------------------------- | --------------- | --------------------------------------- |
| Євген Чеберячко 12' Никола Калинич 37' 72' Віталій Денисов 76' Сергій Кравченко 37' | 16 тур Протокол | 3' 67' Саулюс Міколюнас 14' Майкл Одібе |

| «Дніпро-Арена» Глядачів: 12800 Арбітр: Андрій Шандор |

| 19.11.2011 17.30 «2+2» +3 |

| «Дніпро» | 0 — 2 (0 — 2)   | «Кривбас»                                                                                            |
| -------- | --------------- | --- |
|          | 17 тур Протокол | 21' (пен.) Володимир Лисенко 29' Даріян Матіч 30' Їржі Єслінек 34' Рінар Валєєв 56' Валерій Федорчук |

| «Дніпро-Арена» Глядачів: 10138 Арбітр: Юрій Мосейчук |

| 26.11.2011 19.30 «2+2» -1 |

| «Волинь»               | 1 — 2 (0 — 2)   | «Дніпро»                                  |
| ---------------------- | --------------- | ----------------------------------------- |
| Ян Масло 40' Лопес 48' | 18 тур Протокол | 33', 38' Никола Калинич 34' Руслан Ротань |

| «Авангард» Глядачів: 7500 Арбітр: Юрій Можаровський |

| 4.12.2011 13.00 «Футбол» +4 |

| «Іллічівець»                                                                                            | 3 — 2 (2 — 0)   | «Дніпро»                                                                                            |
| --- | --------------- | --------------------------------------------------------------------------------------------------- |
| Руслан Фомін 8' 90+1' Денис Кожанов 28' Богдан Бутко 56' Ігор Тищенко 85' Костянтин Ярошенко 86' (пен.) | 19 тур Протокол | 38' 57' 89' Руслан Ротань 54' 55' Іван Стрініч 70' Денис Олійник 74' Никола Калинич 85' Ян Лаштувка |

| «Іллічівець» Глядачів: 7500 Арбітр: Ігор Іщенко |

| 10.12.2011 17.30 «2+2» +3 |

| «Дніпро»                                   | 1 — 0 (1 — 0)   | «Чорноморець»                                                                |
| ------------------------------------------ | --------------- | ---------------------------------------------------------------------------- |
| Дерек Боатенг 2' Никола Калинич 22' (пен.) | 20 тур Протокол | 20' Андрій Донець 32' Себастьан Сетті 75' Віталій Балашов 78' Ігор Силантьєв |

| «Дніпро-Арена» Глядачів: 8394 Арбітр: Олег Деревінський |

| 4.03.2012 16.00 «Україна» |

| «Шахтар» | 1 — 1 (1 — 1)   | «Дніпро» |
| -------- | --------------- | -------- |
|          | 21 тур Протокол |          |

| «Донбас Арена» Глядачів: 39873 Арбітр: Віктор Швецов |

| 10.03.2012 17.30 «2+2» |

| «Дніпро» | 1 — 1 (0 — 0)   | «Ворскла» |
| -------- | --------------- | --------- |
|          | 22 тур Протокол |           |

| «Дніпро-Арена» Глядачів: 9422 Арбітр: Дмитро Жуков |

| 18.03.2012 17.30 «1+1» |

| «Динамо» | 2 — 0 (0 — 0)   | «Дніпро» |
| -------- | --------------- | -------- |
|          | 23 тур Протокол |          |

| НСК "Олімпійський" Глядачів: 68014 Арбітр: Анатолій Абдула |

| 24.03.2012 17.30 «2+2» |

| «Дніпро» | 3 — 1 (1 — 0)   | «Зоря» |
| -------- | --------------- | ------ |
|          | 24 тур Протокол |        |

| «Дніпро-Арена» Глядачів: 25521 Арбітр: Юрій Мосейчук |

| 31.03.2012 13.30 «Футбол» |

| «Таврія» | 0 — 2 (0 — 1)   | «Дніпро» |
| -------- | --------------- | -------- |
|          | 25 тур Протокол |          |

| РСК «Локомотив» Глядачів: 8100 Арбітр: Сергій Бойко |

| 9.04.2012 19.00 «1+1» |

| «Дніпро» | 2 — 2 (0 — 1)   | «Металіст» |
| -------- | --------------- | ---------- |
|          | 26 тур Протокол |            |

| «Дніпро-Арена» Глядачів: 30000 Арбітр: Юрій Можаровський |

| 14.04.2012 14.30 «Футбол» |

| «Олександрія» | 1 — 5 (1 — 0)   | «Дніпро» |
| ------------- | --------------- | -------- |
|               | 27 тур Протокол |          |

| «Ніка» Глядачів: 3500 Арбітр: Анатолій Жабченко |

| 21.04.2012 15.30 «2+2» |

| «Дніпро» | 2 — 2 (0 — 0)   | «Оболонь» |
| -------- | --------------- | --------- |
|          | 28 тур Протокол |           |

| «Дніпро-Арена» Глядачів: 10709 Арбітр: Костянтин Труханов |

| 2.05.2012 16.30 «Футбол» |

| «Металург» | 0 — 3 (0 — 2)   | «Дніпро» |
| ---------- | --------------- | -------- |
|            | 29 тур Протокол |          |

| «Металург» Глядачів: 2500 Арбітр: Сергій Бойко |

| 10.05.2012 19.00 «2+2» |

| «Дніпро» | 2 — 0 (0 — 0)   | «Карпати» |
| -------- | --------------- | --------- |
|          | 30 тур Протокол |           |

| «Дніпро-Арена» Глядачів: 15170 Арбітр: Віктор Швецов |

### Результати

#### За частинами
| Місце | Команда           | Ігор | В  | Н | П  | РМ    | Очок |
| ----- | ----------------- | ---- | -- | - | -- | ----- | ---- |
| 1     | «Динамо»          | 20   | 16 | 4 | 0  | 41−8  | 52   |
| 2     | «Шахтар»          | 20   | 16 | 3 | 1  | 54−12 | 51   |
| 3     | «Металіст»        | 20   | 14 | 5 | 1  | 38−16 | 47   |
| 4     | «Дніпро»          | 20   | 10 | 3 | 7  | 31−25 | 33   |
| 5     | «Кривбас»         | 20   | 9  | 4 | 7  | 18−19 | 31   |
| 6     | «Арсенал»         | 20   | 8  | 6 | 6  | 23−17 | 30   |
| 7     | «Таврія»          | 20   | 8  | 6 | 6  | 29−24 | 30   |
| 8     | «Металург» Д      | 20   | 9  | 2 | 9  | 25−22 | 29   |
| 9     | «Ворскла»         | 20   | 6  | 6 | 8  | 25−29 | 24   |
| 10    | «Іллічівець»      | 20   | 6  | 5 | 9  | 20−30 | 23   |
| 11    | «Чорноморець»     | 20   | 5  | 6 | 9  | 17−25 | 21   |
| 12    | «Волинь»          | 20   | 5  | 4 | 11 | 18−31 | 19   |
| 13    | «Карпати»         | 20   | 3  | 7 | 10 | 17−30 | 16   |
| 14    | ПФК «Олександрія» | 20   | 3  | 5 | 12 | 17−39 | 14   |
| 15    | «Зоря»            | 20   | 3  | 3 | 14 | 15−40 | 12   |
| 16    | «Оболонь»         | 20   | 2  | 5 | 13 | 10−31 | 11   |

| Місце | Команда           | Ігор | В | Н | П | РМ    | Очок |
| ----- | ----------------- | ---- | - | - | - | ----- | ---- |
| 1     | «Шахтар»          | 10   | 9 | 1 | 0 | 26−6  | 28   |
| 2     | «Динамо»          | 10   | 7 | 2 | 1 | 15−4  | 23   |
| 3     | «Арсенал»         | 10   | 6 | 3 | 1 | 21−10 | 21   |
| 4     | «Дніпро»          | 10   | 5 | 4 | 1 | 21−10 | 19   |
| 5     | «Чорноморець»     | 10   | 5 | 1 | 4 | 15−17 | 16   |
| 6     | «Таврія»          | 10   | 4 | 3 | 3 | 14−12 | 15   |
| 7     | «Зоря»            | 10   | 3 | 5 | 2 | 19−18 | 14   |
| 8     | «Ворскла»         | 10   | 3 | 4 | 3 | 13−14 | 13   |
| 9     | «Металург» Д      | 10   | 3 | 4 | 3 | 10−12 | 13   |
| 10    | «Металіст»        | 10   | 2 | 6 | 2 | 16−16 | 12   |
| 11    | «Оболонь»         | 10   | 2 | 4 | 4 | 7−11  | 10   |
| 12    | «Іллічівець»      | 10   | 2 | 3 | 5 | 8−12  | 9    |
| 13    | «Волинь»          | 10   | 2 | 2 | 6 | 7−12  | 8    |
| 14    | «Карпати»         | 10   | 2 | 1 | 7 | 10−21 | 7    |
| 15    | ПФК «Олександрія» | 10   | 1 | 3 | 6 | 7−19  | 6    |
| 16    | «Кривбас»         | 10   | 0 | 2 | 8 | 4−19  | 2    |

#### Загальна таблиця
| №  | Команда       | Загалом | Загалом | Загалом | Загалом | Загалом | Загалом | Вдома | Вдома | Вдома | Вдома | Вдома | Вдома | Виїзд | Виїзд | Виїзд | Виїзд | Виїзд | Виїзд |
| №  | Команда       | Ігор    | В       | Н       | П       | РМ      | Очок    | Ігор  | В     | Н     | П     | РМ    | Очок  | Ігор  | В     | Н     | П     | РМ    | Очок  |
| -- | ------------- | ------- | ------- | ------- | ------- | ------- | ------- | ----- | ----- | ----- | ----- | ----- | ----- | ----- | ----- | ----- | ----- | ----- | ----- |
| 1  | «Шахтар»      | 30      | 25      | 4       | 1       | 80-18   | 79      | 15    | 13    | 1     | 1     | 42-7  | 40    | 15    | 12    | 3     | 0     | 38-11 | 39    |
| 2  | «Динамо»      | 30      | 23      | 6       | 1       | 56-12   | 75      | 15    | 12    | 3     | 0     | 34-6  | 39    | 15    | 11    | 3     | 1     | 22-6  | 36    |
| 3  | «Металіст»    | 30      | 16      | 11      | 3       | 54-32   | 59      | 15    | 9     | 4     | 2     | 23-12 | 31    | 15    | 7     | 7     | 1     | 31-20 | 28    |
| 4  | «Дніпро»      | 30      | 15      | 7       | 8       | 52-35   | 52      | 15    | 8     | 3     | 4     | 25-19 | 27    | 15    | 7     | 4     | 4     | 27-16 | 25    |
| 5  | «Арсенал»     | 30      | 14      | 9       | 7       | 44-27   | 51      | 15    | 7     | 5     | 3     | 26-16 | 26    | 15    | 7     | 4     | 4     | 18-11 | 25    |
| 6  | «Таврія»      | 30      | 12      | 9       | 9       | 43-36   | 45      | 15    | 5     | 6     | 4     | 18-16 | 21    | 15    | 7     | 3     | 5     | 25-20 | 24    |
| 7  | «Металург»    | 30      | 12      | 6       | 12      | 35-34   | 42      | 15    | 7     | 4     | 4     | 23-18 | 25    | 15    | 5     | 2     | 8     | 12-16 | 17    |
| 8  | «Ворскла»     | 30      | 9       | 10      | 11      | 38-43   | 37      | 15    | 6     | 4     | 5     | 24-21 | 22    | 15    | 3     | 6     | 6     | 14-22 | 15    |
| 9  | «Чорноморець» | 30      | 10      | 7       | 13      | 32-42   | 37      | 15    | 5     | 5     | 5     | 19-21 | 20    | 15    | 5     | 2     | 8     | 13-21 | 17    |
| 10 | «Кривбас»     | 30      | 9       | 6       | 15      | 22-38   | 33      | 15    | 5     | 2     | 8     | 10-21 | 17    | 15    | 4     | 4     | 7     | 12-17 | 16    |
| 11 | «Іллічівець»  | 30      | 8       | 8       | 14      | 28-42   | 32      | 15    | 6     | 3     | 6     | 19-18 | 21    | 15    | 2     | 5     | 8     | 9-24  | 11    |
| 12 | «Волинь»      | 30      | 7       | 6       | 17      | 25-43   | 27      | 15    | 2     | 5     | 8     | 11-21 | 11    | 11    | 5     | 1     | 9     | 14-22 | 16    |
| 13 | «Зоря»        | 30      | 6       | 8       | 16      | 34-58   | 26      | 15    | 5     | 3     | 7     | 17-23 | 18    | 15    | 1     | 5     | 9     | 17-35 | 8     |
| 14 | «Карпати»     | 30      | 5       | 8       | 17      | 27-51   | 23      | 15    | 4     | 3     | 8     | 13-23 | 15    | 15    | 1     | 5     | 9     | 14-28 | 8     |
| 15 | «Оболонь»     | 30      | 4       | 9       | 17      | 17-42   | 21      | 15    | 2     | 5     | 8     | 9-18  | 11    | 15    | 2     | 4     | 9     | 8-24  | 10    |
| 16 | «Олександрія» | 30      | 4       | 8       | 18      | 24-58   | 20      | 15    | 2     | 5     | 8     | 13-25 | 11    | 11    | 2     | 3     | 10    | 11-33 | 9     |

### Бомбардири
| Місце | Футболіст        | Голи                                          |
| ----- | ---------------- | --------------------------------------------- |
| 1     | Никола Калинич   | (п)                                           |
| 2     | Євген Коноплянка | Гол · Гол · Гол · Гол · Гол · Гол · Гол · Гол |
| 3     | Денис Олійник    | Гол · Гол · Гол · Гол · Гол · Гол · Гол       |
| 4     | Матеус           | (п)                                           |
| 5     | Олексій Антонов  | Гол · Гол · Гол · Гол                         |
| 6     | Роман Зозуля     | Гол · Гол · Гол                               |
| 6     | Руслан Ротань    | Гол · Гол · Гол                               |
| 8     | Євген Чеберячко  | Гол · Гол                                     |
| 8     | Сергій Кравченко | Гол · Гол                                     |
| 8     | Дерек Боатенг    | Гол · Гол                                     |
| 8     | Іван Стрініч     | Гол · Гол                                     |
| 12    | Жуліано          | Гол                                           |

### Статистика

#### Тур за туром
| Тур       | 1 | 2 | 3 | 4 | 5  | 6  | 7  | 8  | 9  | 10 | 11 | 12 | 13 | 14 | 15 | 16 | 17 | 18 | 19 | 20 | 21 | 22 | 23 | 24 | 25 | 26 | 27 | 28 | 29 | 30 |
| --------- | - | - | - | - | -- | -- | -- | -- | -- | -- | -- | -- | -- | -- | -- | -- | -- | -- | -- | -- | -- | -- | -- | -- | -- | -- | -- | -- | -- | -- |
| Поле      | В | В | Д | Д | В  | Д  | В  | Д  | В  | Д  | В  | Д  | В  | Д  | В  | Д  | Д  | В  | В  | Д  | В  | Д  | В  | Д  | В  | Д  | В  | Д  | В  | Д  |
| I тайм    | П | Н | Н | В | В  | П  | Н  | П  | П  | П  | Н  | В  | В  | Н  | В  | Н  | П  | В  | П  | В  | Н  | Н  | Н  | В  | В  | П  | П  | Н  | В  | Н  |
| II тайм   | В | В | П | В | П  | Н  | Н  | П  | П  | В  | П  | В  | В  | В  | В  | В  | Н  | П  | В  | Н  | Н  | Н  | П  | В  | В  | В  | В  | Н  | В  | В  |
| Підсумок  | Н | В | П | В | Н  | П  | Н  | П  | П  | В  | П  | В  | В  | В  | В  | В  | П  | В  | П  | В  | Н  | Н  | П  | В  | В  | Н  | В  | Н  | В  | В  |
| Місце     | 7 | 2 | 8 | 6 | 7  | 9  | 9  | 9  | 11 | 9  | 9  | 9  | 7  | 5  | 5  | 4  | 5  | 4  | 5  | 4  | 4  | 4  | 4  | 4  | 4  | 4  | 4  | 4  | 4  | 4  |
| Забиті    | 3 | 5 | 6 | 9 | 10 | 11 | 11 | 11 | 11 | 13 | 13 | 18 | 22 | 23 | 25 | 26 | 26 | 28 | 30 | 31 | 32 | 33 | 33 | 36 | 38 | 40 | 45 | 47 | 50 | 52 |
| Пропущені | 3 | 3 | 5 | 5 | 6  | 9  | 9  | 13 | 15 | 16 | 17 | 18 | 19 | 19 | 19 | 19 | 21 | 22 | 25 | 25 | 26 | 27 | 29 | 30 | 30 | 32 | 33 | 35 | 35 | 35 |

#### Відсотки за турами

##### Загальна таблиця
| Тур | Очок  | %     | Тур | Очок   | %      | Тур | Очок   | %      | Тур | Очок   | %     | Тур | Очок   | %     |
| --- | ----- | ----- | --- | ------ | ------ | --- | ------ | ------ | --- | ------ | ----- | --- | ------ | ----- |
| 1   | 1(3)  | 33.3% | 7   | 9(21)  | 42.8%  | 13  | 18(39) | 46.15% | 19  | 30(57) | 52.6% | 25  | 41(75) | 54.6% |
| 2   | 4(6)  | 66.6% | 8   | 9(24)  | 37.5%  | 14  | 21(42) | 50%    | 20  | 33(60) | 55%   | 26  | 42(78) | 53.8% |
| 3   | 4(9)  | 44.4% | 9   | 9(27)  | 33.3%  | 15  | 24(45) | 53.3%  | 21  | 34(63) | 54%   | 27  | 45(81) | 55.5% |
| 4   | 7(12) | 58.3% | 10  | 12(30) | 40%    | 16  | 27(48) | 56.25% | 22  | 35(66) | 53%   | 28  | 46(84) | 54.7% |
| 5   | 8(15) | 53.3% | 11  | 12(33) | 36.36% | 17  | 27(51) | 53%    | 23  | 35(69) | 50.7% | 29  | 49(87) | 56.3% |
| 6   | 8(18) | 44.4% | 12  | 15(36) | 41.6%  | 18  | 30(54) | 55.5%  | 24  | 38(72) | 52.7% | 30  | 52(90) | 57.7  |

| Тур | Очок  | %     | Тур | Очок   | %     | Тур | Очок   | %      |
| --- | ----- | ----- | --- | ------ | ----- | --- | ------ | ------ |
| 3   | 0(3)  | 0%    | 12  | 9(18)  | 50%   | 22  | 19(33) | 57.57% |
| 4   | 3(6)  | 50%   | 14  | 12(21) | 57.1% | 24  | 22(36) | 61.1%  |
| 6   | 3(9)  | 33.3% | 16  | 15(24) | 62.5% | 26  | 23(39) | 59%    |
| 8   | 3(12) | 25%   | 17  | 15(27) | 55.5% | 28  | 24(42) | 57%    |
| 10  | 6(15) | 40%   | 20  | 18(30) | 60%   | 30  | 27(45) | 60%    |

| Тур | Очок  | %     | Тур | Очок   | %     | Тур | Очок   | %      |
| --- | ----- | ----- | --- | ------ | ----- | --- | ------ | ------ |
| 1   | 1(3)  | 33.3% | 11  | 6(18)  | 33.3% | 21  | 16(33) | 48.48% |
| 2   | 4(6)  | 66.6% | 13  | 9(21)  | 37.5% | 23  | 16(36) | 44.4%  |
| 5   | 5(9)  | 55.5% | 15  | 12(24) | 50%   | 25  | 19(39) | 48.7%  |
| 7   | 6(12) | 50%   | 18  | 15(27) | 55.5% | 27  | 22(42) | 53.4%  |
| 9   | 6(15) | 40%   | 19  | 15(30) | 50%   | 29  | 25(45) | 55.5%  |

#### Матчі

##### Всього
|          | Матчі | Відсоток | Забиті голи | За матч | Пропущені голи | За матч | Сухі ворота | Відсоток | Незабивні матчі | Відсоток |
| -------- | ----- | -------- | ----------- | ------- | -------------- | ------- | ----------- | -------- | --------------- | -------- |
| Всього   | 30    | 100%     | 52          | 1.73    | 35             | 1.16    | 10          | 33.3%    | 6               | 20%      |
| Перемоги | 15    | 50%      | 38          | 2.53    | 7              | 0.46    | 10          | 66.6%    | 0               | 0        |
| Нічиї    | 7     | 23.3%    | 10          | 1.42    | 10             | 1.42    | 1           | 14.3%    | 1               | 14.3%    |
| Поразки  | 8     | 26.6%    | 4           | 0.5     | 19             | 2.37    | 0           | 0        | 5               | 62.5%    |

##### Вдома
|          | Матчі | Відсоток | Забиті голи | За матч | Пропущені голи | За матч | Сухі ворота | Відсоток | Незабивні матчі | Відсоток |
| -------- | ----- | -------- | ----------- | ------- | -------------- | ------- | ----------- | -------- | --------------- | -------- |
| Всього   | 15    | 50%      | 25          | 1.66    | 19             | 1.26    | 5           | 33.3%    | 2               | 13.3%    |
| Перемоги | 8     | 53.3%    | 18          | 2.25    | 3              | 0.37    | 5           | 62.5%    | 0               | 0        |
| Нічиї    | 3     | 20%      | 6           | 2       | 6              | 2       | 0           | 0%       | 0               | 0%       |
| Поразки  | 4     | 26.6%    | 2           | 0.5     | 11             | 2.75    | 0           | 0        | 2               | 50.0%    |

##### На виїзді
|          | Матчі | Відсоток | Забиті голи | За матч | Пропущені голи | За матч | Сухі ворота | Відсоток | Незабивні матчі | Відсоток |
| -------- | ----- | -------- | ----------- | ------- | -------------- | ------- | ----------- | -------- | --------------- | -------- |
| Всього   | 15    | 50%      | 29          | 1.93    | 16             | 1.06    | 5           | 33.3%    | 4               | 26.6%    |
| Перемоги | 7     | 46.6%    | 20          | 2.8     | 3              | 0.42    | 4           | 57.1%    | 0               | 0        |
| Нічиї    | 4     | 26.6%    | 5           | 1.25    | 5              | 1.25    | 1           | 25%      | 1               | 25%      |
| Поразки  | 4     | 26.6%    | 2           | 0.5     | 8              | 2       | 0           | 0        | 3               | 75%      |

#### Голи

##### Всього
|           | 1-15                  | 16-30                                         | 31-45+                                        | 46-60                                                     | 61-75                                                                       | 76-90+                                                                            |
| --------- | --------------------- | --------------------------------------------- | --------------------------------------------- | --------------------------------------------------------- | --------------------------------------------------------------------------- | --------------------------------------------------------------------------------- |
| Забиті    | Гол · Гол · Гол · Гол | Гол · Гол · Гол                               | Гол · Гол · Гол · Гол · Гол · Гол · Гол · Гол | Гол · Гол · Гол · Гол · Гол · Гол · Гол · Гол · Гол · Гол | Гол · Гол · Гол · Гол · Гол · Гол · Гол · Гол · Гол · Гол · Гол · Гол · Гол | Гол · Гол · Гол · Гол · Гол · Гол · Гол · Гол · Гол · Гол · Гол · Гол · Гол · Гол |
| Пропущені | Гол · Гол             | Гол · Гол · Гол · Гол · Гол · Гол · Гол · Гол | Гол · Гол · Гол · Гол · Гол · Гол · Гол       | Гол · Гол · Гол · Гол · Гол                               | Гол · Гол · Гол                                                             | Гол · Гол · Гол · Гол · Гол · Гол · Гол · Гол · Гол · Гол                         |

##### Вдома
|           | 1-15 | 16-30                       | 31-45+                | 46-60                       | 61-75                                                     | 76-90+                      |
| --------- | ---- | --------------------------- | --------------------- | --------------------------- | --------------------------------------------------------- | --------------------------- |
| Забиті    |      | Гол                         | Гол · Гол · Гол · Гол | Гол · Гол · Гол · Гол · Гол | Гол · Гол · Гол · Гол · Гол · Гол · Гол · Гол · Гол · Гол | Гол · Гол · Гол · Гол · Гол |
| Пропущені | Гол  | Гол · Гол · Гол · Гол · Гол | Гол · Гол · Гол · Гол | Гол · Гол · Гол             | Гол                                                       | Гол · Гол · Гол · Гол · Гол |

##### На виїзді
|           | 1-15                  | 16-30           | 31-45+                | 46-60                       | 61-75                 | 76-90+                                        |
| --------- | --------------------- | --------------- | --------------------- | --------------------------- | --------------------- | --------------------------------------------- |
| Забиті    | Гол · Гол · Гол · Гол | Гол · Гол       | Гол · Гол · Гол · Гол | Гол · Гол · Гол · Гол · Гол | Гол · Гол · Гол · Гол | Гол · Гол · Гол · Гол · Гол · Гол · Гол · Гол |
| Пропущені | Гол                   | Гол · Гол · Гол | Гол · Гол · Гол       | Гол · Гол                   | Гол · Гол             | Гол · Гол · Гол · Гол · Гол                   |

#### Суперники
| Команда       | Ігор | В | Н | П | РМ   | Очок |
| ------------- | ---- | - | - | - | ---- | ---- |
| «Арсенал»     | 2    | 1 | 1 | 0 | 4-3  | 4    |
| «Волинь»      | 2    | 1 | 0 | 1 | 3-3  | 3    |
| «Ворскла»     | 2    | 0 | 2 | 0 | 1-1  | 2    |
| «Динамо»      | 2    | 0 | 0 | 2 | 0-6  | 0    |
| «Зоря»        | 2    | 1 | 0 | 1 | 3-3  | 3    |
| «Іллічівець»  | 2    | 1 | 0 | 1 | 5-3  | 3    |
| «Карпати»     | 2    | 2 | 0 | 0 | 4-0  | 6    |
| «Кривбас»     | 2    | 1 | 0 | 1 | 2-2  | 3    |
| «Металіст»    | 2    | 0 | 1 | 1 | 2-3  | 1    |
| «Металург»    | 2    | 2 | 0 | 0 | 4-0  | 6    |
| «Оболонь»     | 2    | 1 | 1 | 0 | 6-3  | 4    |
| «Олександрія» | 2    | 2 | 0 | 0 | 10-2 | 6    |
| «Таврія»      | 2    | 2 | 0 | 0 | 4-1  | 6    |
| «Чорноморець» | 2    | 1 | 1 | 0 | 2-1  | 4    |
| «Шахтар»      | 2    | 0 | 1 | 1 | 2-4  | 1    |

## Кубок України

### Матчі
| 21.09.2011 15.00 +27 |

| «Титан» Армянськ     | 0 — 1 (0 — 0)        | «Дніпро»                                    |
| -------------------- | -------------------- | ------------------------------------------- |
| Сергій Кравченко 71' | 1/16 фіналу Протокол | 68'Самуель Інкум 69'Матеус 83'Руслан Ротань |

| «Хімік» Глядачів: 2100 Арбітр: Геннадій Махно |

| 26.10.2011 18.00 «2+2» +3 |

| «Волинь»                                                                 | 3 — 2 (1 — 2) (1 — 0)дод. | «Дніпро» |
| ------------------------------------------------------------------------ | ------------------------- | --- |
| Гобер 17' 30' Віталій Неділько 35' В'ячеслав Шарпар 82' Лопес 92' (пен.) | 1/8 фіналу Протокол       | 26' Дерек Боатенг 36' (пен.) 49' Євген Коноплянка 38' 100' Роман Зозуля 65' Денис Кулаков 107' Руслан Ротань 109' Віталій Мандзюк |

| «Авангард» Глядачів: 7580 Арбітр: Сергій Лисенчук |

### Бомбардири
| Місце | Футболіст        | Голи |
| ----- | ---------------- | ---- |
| 1     | Матеус           | Гол  |
| 1     | Роман Зозуля     | Гол  |
| 3     | Євген Коноплянка | (п)  |

### Клубна статистика

#### Раунд за раундом
| Раунд     | 1/16 фіналу | 1/8 фіналу |
| --------- | ----------- | ---------- |
| Поле      | В           | В          |
| I тайм    | Н           | В          |
| II тайм   | В           | П          |
| Підсумок  | В           | П          |
| Забиті    | 1           | 3          |
| Пропущені | 0           | 3          |

#### Голи по хвилинах
|           | 1-15 | 16-30 | 31-45+    | 46-60 | 61-75 | 76-90+ | дод |
| --------- | ---- | ----- | --------- | ----- | ----- | ------ | --- |
| Забиті    |      |       | Гол · Гол |       | Гол   |        |     |
| Пропущені |      | Гол   |           |       |       | Гол    | Гол |

## Ліга Європи УЄФА

### Матчі
| 18.08.2011 21.30 «1+1» |

| «Фулхем»                                                              | 3 — 0 (2 — 0)           | «Дніпро»                            |
| --------------------------------------------------------------------- | ----------------------- | ----------------------------------- |
| Аарон Х'юз 38' Клінт Демпсі 43', 49' Дем'єн Дафф 65' Боббі Замора 66' | Стиковий раунд Протокол | 50' Дерек Боатенг 72' Денис Олійник |

| «Крейвен Коттедж» Глядачів: 14823 Арбітр: Павел Краловець |

| 25.08.2011 21.30 «1+1» +23 |

| «Дніпро»                          | 1 — 0 (1 — 0)           | «Фулхем»                       |
| --------------------------------- | ----------------------- | ------------------------------ |
| Євген Шахов 22' Дерек Боатенг 34' | Стиковий раунд Протокол | 34' Данні Мерфі 58' Кріс Бейрд |

| «Дніпро-Арена» Глядачів: 12750 Арбітр: Том-Гаральд Хаген |

### Бомбардири
| Місце | Футболіст   | Голи |
| ----- | ----------- | ---- |
| 1     | Євген Шахов | Гол  |

### Клубна статистика

#### Раунд за раундом
| Етап      | Стиковий раунд | Стиковий раунд |
| --------- | -------------- | -------------- |
| Поле      | В              | Д              |
| I тайм    | П              | В              |
| II тайм   | П              | Н              |
| Підсумок  | П              | В              |
| Забиті    | 0              | 1              |
| Пропущені | 3              | 3              |

#### Голи по хвилинах
|           | 1-15 | 16-30 | 31-45+    | 46-60 | 61-75 | 76-90+ |
| --------- | ---- | ----- | --------- | ----- | ----- | ------ |
| Забиті    |      | Гол   |           |       |       |        |
| Пропущені |      |       | Гол · Гол | Гол   |       |        |

## Першість молодіжних команд

### Матчі
| 10.07.2011 17.00 +30 |

| «Арсенал-Д»                                                                            | 2 — 3 (1 — 1)  | «Дніпро-Д»                                                                            |
| -------------------------------------------------------------------------------------- | -------------- | ------------------------------------------------------------------------------------- |
| Аркадій Герасімов 26' Юрій Бушман 64' Руслан Черненко 76' 90+4' Олександр Стеценко 79' | 1 тур Протокол | 35' Євген Неплях 45+1' Денис Андрієнко 54' Владислав Войцеховський 90' Байрам Будагов |

| «Колос» Глядачів: 200 Арбітр: Юрій Можаровський |

| 14.07.2011 17.00 +33 |

| «Кривбас-Д»                                                      | 0 — 2 (0 — 0)  | «Дніпро-Д»                                  |
| ---------------------------------------------------------------- | -------------- | ------------------------------------------- |
| Владислав Сосєдко 46' Олександр Логінов 58' Олександр Жданов 67' | 2 тур Протокол | 56' (пен.) Олексій Разуваєв 61' Євген Пасіч |

| «Будівельник» Глядачів: 500 Арбітр: Ярослав Козик |

| 23.07.2011 18.00 +31 |

| «Дніпро-Д» | 5 — 0 (3 — 0)  | «Волинь-Д»                                                 |
| --- | -------------- | ---------------------------------------------------------- |
| Руслан Бабенко 12' (пен.) Владислав Войцеховський 34' 63' Олексій Разуваєв 36' Євген Бохашвілі 45' Віталій Каверін 50' Олександр Мігунов 69' | 3 тур Протокол | 40' Роман Максимюк 47' 90' Віталій Приндета 66' Василь Жук |

| «Металург» Глядачів: 1500 Арбітр: Анатолій Жабченко |

| 29.07.2011 18.00 +32 |

| «Дніпро-Д»                                                  | 1 — 2 (1 — 1)  | «Іллічівець-Д»                                            |
| ----------------------------------------------------------- | -------------- | --------------------------------------------------------- |
| Денис Андрієнко 1' Віталій Каверін 45+1' Геннадій Пасіч 85' | 4 тур Протокол | 27' Антон Кіча 29'Владислав Насібулін 61' 81' Єгор Іванов |

| «Металург» Глядачів: 800 Арбітр: Юрій Можаровський |

| 6.08.2011 18.00 +31 |

| «Чорноморець-Д»                                                    | 1 — 1 (0 — 0)  | «Дніпро-Д»                              |
| ------------------------------------------------------------------ | -------------- | --------------------------------------- |
| Євген Мартиненко 48' Денис Александров 75' Євген Зубейко 88' 90+2' | 5 тур Протокол | 36' Олексій Разуваєв 90' Байрам Будагов |

| СОК «Люстдорф» Глядачів: 300 Арбітр: Дмитро Жуков |

| 12.08.2011 17.30 +35 |

| «Дніпро-Д»                                                            | 1 — 4 (1 — 1)  | «Шахтар-Д» |
| --------------------------------------------------------------------- | -------------- | --- |
| Денис Андрієнко 18' 22' Владислав Войцеховський 40' Денис Шеліхов 47' | 6 тур Протокол | 6' Олександр Караваєв 20' Максим Малишев 24' Михайло Писко 48' (пен.) Вячеслав Чурко 60' Іван Ордець 73' Владислав Кулач |

| «Металург» Глядачів: 2000 Арбітр: Олександр Дердо |

| 20.08.2011 17.00 +22 |

| «Ворскла-Д»                                                                                     | 1 — 2 (1 — 1)  | «Дніпро-Д» |
| ----------------------------------------------------------------------------------------------- | -------------- | --- |
| Вячеслав Потапенко 20' Ігор Радченко 38' Євген Ткачук 45+1' Павло Лешко 54' Максим Ільчиш 90+3' | 7 тур Протокол | 22'Олексій Разуваєв 39' (пен.)Руслан Бабенко 42'Євген Бохашвілі 62'Євген Неплях 65'Віталій Каверін 68'Олександр Сваток |

| «Лтава» Глядачів: 300 Арбітр: Олександр Іванов |

| 27.08.2011 16.30 +25 |

| «Дніпро-Д»         | 0 — 1 (0 — 1)  | «Динамо-Д»                                                                          |
| ------------------ | -------------- | ----------------------------------------------------------------------------------- |
| Руслан Бабенко 73' | 8 тур Протокол | 12'Віталій Буяльський 33'Леандро Алмейда 45+2'Вячеслав Панфілов 65'Олексій Савченко |

| «Металург» Глядачів: 2000 Арбітр: Андрій Шандор |

| 10.09.2011 16.00 +20 |

| «Зоря-Д»                              | 1 — 0 (0 — 0)  | «Дніпро-Д»                        |
| ------------------------------------- | -------------- | --------------------------------- |
| Валерій Мазур 79' Вадим Парамонов 86' | 9 тур Протокол | 87'Євген Пасіч 88'Євген Бохашвілі |

| «Авангард» Глядачів: 700 Арбітр: Дмитро Жуков |

| 16.09.2011 15.00 +18 |

| «Дніпро-Д»                                                         | 4 — 1 (1 — 0)   | «Таврія-Д»                                                                        |
| ------------------------------------------------------------------ | --------------- | --------------------------------------------------------------------------------- |
| Євген Пасіч 22' Руслан Бабенко 47' (пен.) Олексій Антонов 57', 82' | 10 тур Протокол | 34'Руслан Степанюк 44'Ілля Чаргазія 46'Сергій Сітало 68'Іван Граф 85'Євген Ключко |

| «Металург» Глядачів: 1200 Арбітр: Максим Козиряцький |

| 23.09.2011 14.00 +23 |

| «Металіст-Д»                                                                                  | 1 — 2 (1 — 1)   | «Дніпро-Д»                                              |
| --------------------------------------------------------------------------------------------- | --------------- | ------------------------------------------------------- |
| Роберт Гегедош 20' Юрій Чонка 27' Володимир Шопін 28' Сергій Загинайлов 75' Лукаш Штетіна 89' | 11 тур Протокол | 26' Руслан Бабенко 29' Віталій Каверін 63' Євген Неплях |

| «Динамо» Глядачів: 350 Арбітр: Олег Деревінський |

| 29.09.2011 15.00 +12 |

| «Дніпро-Д»                                                                                          | 3 — 1 (1 — 0)   | «Олександрія-Д»                                         |
| --------------------------------------------------------------------------------------------------- | --------------- | ------------------------------------------------------- |
| Євген Бохашвілі 25' Геннадій Пасіч 34' Віталій Каверін 45+1' 66' Євген Пасіч 71' Роман Зозуля 90+2' | 12 тур Протокол | 35'Сергій Давидов 72'Євген Банада 85'В'ячеслав Шевченко |

| «Металург» Глядачів: 1500 Арбітр: Юрій Фощій |

| 15.11.2011 15.00 +7 |

| «Оболонь-Д»                                                                             | 2 — 1 (1 — 0)   | «Дніпро-Д»                                                                      |
| --------------------------------------------------------------------------------------- | --------------- | ------------------------------------------------------------------------------- |
| Валерій Заваров 13' Кирило Ковалець 32' 89' Дмитро Остапенко 43' Олексій Майданевич 66' | 13 тур Протокол | 39' Євген Бохашвілі 53' Геннадій Пасіч 74' Олександр Сваток 79' Денис Андрієнко |

| НТБ «Оболонь» Глядачів: 150 Арбітр: Павло Чижевський |

| 22.10.2011 15.00 +12 |

| «Дніпро-Д»                                                    | 2 — 1 (0 — 0)   | «Металург-Д»                                             |
| ------------------------------------------------------------- | --------------- | -------------------------------------------------------- |
| Євген Бохашвілі 13' Олексій Антонов 61', 74' Дмитро Льопа 89' | 14 тур Протокол | 51' Мирослав Славов 85' Роман Дебелко 89' Микита Полюлях |

| «Металург» Глядачів: 2000 Арбітр: Сергій Даньковський |

| 29.10.2011 13.00 +11 |

| «Карпати-Д»                                         | 3 — 0 (2 — 0)   | «Дніпро-Д»         |
| --------------------------------------------------- | --------------- | ------------------ |
| Герман Пачеко 29' Роман Подоляк 36' Ігор Тістик 80' | 15 тур Протокол | 75' Геннадій Пасіч |

| «СКА» Глядачів: 300 Арбітр: Сергій Бойко |

| 5.11.2011 14.08 +6 |

| «Дніпро-Д»                                           | 2 — 0 (1 — 0)   | «Арсенал-Д»                                                 |
| ---------------------------------------------------- | --------------- | ----------------------------------------------------------- |
| Владислав Войцеховський 22', 69' Денис Андрієнко 75' | 16 тур Протокол | 39' Микола Крайовий 65' Юрій Бушман 73' Денис Притиковський |

| «Металург» Глядачів: 500 Арбітр: Анатолій Абдула |

| 19.11.2011 13.00 +5 |

| «Дніпро-Д»                                                                | 3 — 1 (1 — 0)   | «Кривбас-Д»                                                                                                |
| ------------------------------------------------------------------------- | --------------- | --- |
| Олександр Сваток 16', 69' Євген Пасіч 38' Віталій Каверін 58' Алсідіс 73' | 17 тур Протокол | 9' Олександр Логінов 18' Младен Бартуловіч 28' Максим Білик 29' Денис Мірошніченко 82' (пен.) Сергій Мотуз |

| «Металург» Глядачів: 600 Арбітр: Андрій Лісаковський |

| 25.11.2011 13.00 +1 |

| «Волинь-Д»                                                                                     | 1 — 2 (1 — 1)   | «Дніпро-Д» |
| ---------------------------------------------------------------------------------------------- | --------------- | --- |
| Діно Дрпіч 15' Олексій Бабир 38' Роман Карасюк 65' Сергій Сімінін 89' Володимир Староста 90+1' | 18 тур Протокол | 12' Євген Бохашвілі 17' 61' Віталій Каверін 58' Алсідіс Владислав Войцеховський 63' 73' (пен.) Руслан Бабенко Олексій Разуваєв 90+4' |

| «Підшипник» Глядачів: 200 Арбітр: Андрій Грисьо |

| 3.12.2011 13.00 +0 |

| «Іллічівець-Д»                                                | 2 — 0 (1 — 0)   | «Дніпро-Д»                                                 |
| ------------------------------------------------------------- | --------------- | ---------------------------------------------------------- |
| Пилип Будківський 26' Дмитро Невмивака 67' Дмитро Скоблов 74' | 19 тур Протокол | 50' Олексій Антонов 64' Олександр Мігунов 70' Сергій Бігус |

| «Західний» Глядачів: 300 Арбітр: Юрій Грисьо |

| 9.12.2011 13.00 |

| «Дніпро-Д» | 3 — 2 (3 — 0)   | «Чорноморець-Д» |
| ---------- | --------------- | --------------- |
|            | 20 тур Протокол |                 |

| «Металург» Глядачів: 800 Арбітр: Ярослав Козик |

| 3.03.2012 15.00 |

| «Шахтар-Д» | 3 — 1 (2 — 1)   | «Дніпро-Д» |
| ---------- | --------------- | ---------- |
|            | 21 тур Протокол |            |

| «Кірша» Глядачів: 300 Арбітр: Анатолій Жабченко |

| 9.03.2012 14.00 |

| «Дніпро-Д» | 5 — 1 (2 — 1)   | «Ворскла-Д» |
| ---------- | --------------- | ----------- |
|            | 22 тур Протокол |             |

| «Металург» Глядачів: 300 Арбітр: Юрій Грисьо |

| 17.03.2012 14.00 |

| «Динамо-Д» | 1 — 1 (1 — 0)   | «Дніпро-Д» |
| ---------- | --------------- | ---------- |
|            | 23 тур Протокол |            |

| «Динамо» Глядачів: 950 Арбітр: Ярослав Козик |

| 23.03.2012 15.00 |

| «Дніпро-Д» | 1 — 2 (1 — 0)   | «Зоря-Д» |
| ---------- | --------------- | -------- |
|            | 24 тур Протокол |          |

| «Металург» Глядачів: 1300 Арбітр: Дмитро Кутаков |

| 30.03.2012 16.00 |

| «Таврія-Д» | 4 — 0 (2 — 0)   | «Дніпро-Д» |
| ---------- | --------------- | ---------- |
|            | 25 тур Протокол |            |

| «Скіф» Глядачів: 200 Арбітр: Андрій Грисьо |

| 8.04.2012 13.00 |

| «Дніпро-Д» | 0 — 0 (0 — 0)   | «Металіст-Д» |
| ---------- | --------------- | ------------ |
|            | 26 тур Протокол |              |

| «Металург» Глядачів: 900 Арбітр: Сергій Скрипак |

| 13.04.2012 15.00 |

| «Олександрія-Д» | 0 — 0 (0 — 0)   | «Дніпро-Д» |
| --------------- | --------------- | ---------- |
|                 | 27 тур Протокол |            |

| «Олімп» Глядачів: 250 Арбітр: Сергій Бойко |

| 20.04.2012 16.00 |

| «Дніпро-Д» | 2 — 0 (1 — 0)   | «Оболонь-Д» |
| ---------- | --------------- | ----------- |
|            | 28 тур Протокол |             |

| «Металург» Глядачів: 800 Арбітр: Юрій Фощій |

| 1.05.2012 13.00 |

| «Металург-Д» | 2 — 4 (2 — 0)   | «Дніпро-Д» |
| ------------ | --------------- | ---------- |
|              | 29 тур Протокол |            |

| «Авангард» Глядачів: 200 Арбітр: Євген Арановський |

| 9.05.2012 13.00 |

| «Дніпро-Д» | 4 — 2 (2 — 1)   | «Карпати-Д» |
| ---------- | --------------- | ----------- |
|            | 30 тур Протокол |             |

| «Металург» Глядачів: 1200 Арбітр: Ярослав Козик |

### Результати
| Місце | Команда      | Ігор | В  | Н | П  | РМ    | Очок |
| ----- | ------------ | ---- | -- | - | -- | ----- | ---- |
| 1     | «Шахтар»     | 30   | 21 | 8 | 1  | 78−29 | 71   |
| 2     | «Зоря»       | 30   | 21 | 2 | 7  | 56−35 | 65   |
| 3     | «Оболонь»    | 30   | 17 | 2 | 11 | 53−36 | 53   |
| 4     | «Дніпро»     | 30   | 16 | 4 | 10 | 55−42 | 52   |
| 5     | «Іллічівець» | 30   | 14 | 7 | 9  | 51−32 | 49   |

## Виступи за збірні
| Збірна України   | Збірна України U-21 | Збірна України U-19 | Збірна Хорватії | Збірна Гани   | Збірна Чехії | Збірна Узбекистану |
| ---------------- | ------------------- | ------------------- | --------------- | ------------- | ------------ | ------------------ |
| Сергій Кравченко | Каніболоцький Антон | Руслан Бабенко      | Іван Стрініч    | Самуель Інкум | Ян Лаштувка  | Денисов Віталій    |
| Руслан Ротань    | Євген Коноплянка    | Олександр Насонов   | Никола Калинич  | Дерек Боатенг |              |                    |
| Віталій Мандзюк  | Євген Шахов         | Євген Бохашвілі     |                 |               |              |                    |
| Євген Чеберячко  | Руслан Бабенко      |                     |                 |               |              |                    |
| Євген Коноплянка |                     |                     |                 |               |              |                    |
| Олексій Антонов  |                     |                     |                 |               |              |                    |